# 葡萄干蛋糕
葡萄乾蛋糕（英語：Raisin cake）主要的食材是葡萄乾，有時會添加其他食材，如巧克力和兰姆酒。最早可追溯至約前1010年至前970年的大衛王時期，而烘烤過的葡萄乾蛋糕至少可以追溯至南北战争時期。

## 概述

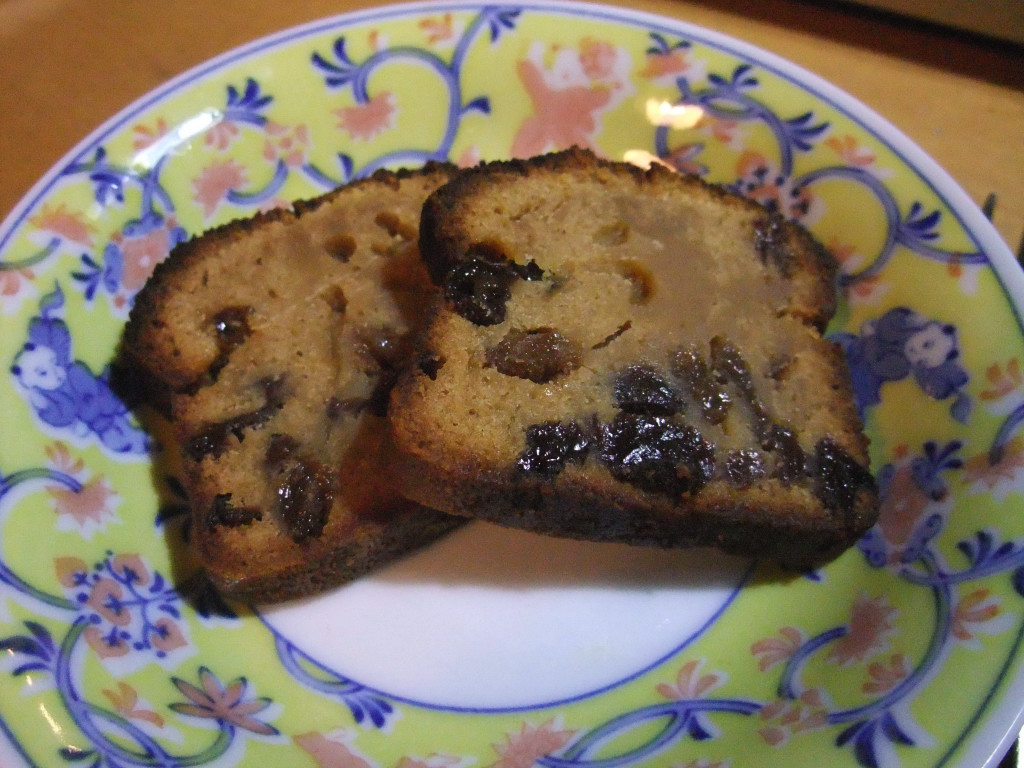
葡萄乾磅蛋糕

## 延伸閱讀
- Smith, A. . The Oxford Encyclopedia of Food and Drink in America. OUP USA. 2013: 249. ISBN 978-0-19-973496-2. |issue=被忽略 (帮助)

## 外部連結
- "Russian Oven: Stolichny raisin cake, a delicate taste of Soviet times" （页面存档备份，存于）. Rbth.com.